# Taylor Ziemer
Taylor Marie Ziemer (* 16. Juli 1998 in Santa Rosa) ist eine US-amerikanische Fußballspielerin.

## Karriere
Ziemer kam während ihrer Schulzeit an der in ihrem kalifornischen Geburtsort befindlichen Montgomery High School für die Viking Athletics mit dem Fußballsport in Berührung, bevor sie in ihrem Geburtsort für den dort ansässigen Verein Santa Rosa United spielte.
Nach ihrem Schulabschluss begab sie sich nach Charlottesville im Bundesstaat Virginia an die University of Virginia für ein Studium im Hauptfach Politikwissenschaft. Während ihrer Studienzeit kam sie für das Sport-Team, die Cavaliers in den Spielzeiten 2016 und 2017 in 45 Meisterschaftsspielen in der Atlantic Coast Conference zum Einsatz, in denen sie zwölf Tore erzielte.
Das Angebot, das erste Mal im europäischen Ausland Fußball zu spielen, nahm sie an und kam für den niederländischen Erstligisten ADO Den Haag in der Saison 2018/19 in 21 Punktspielen zum Einsatz, in denen sie fünf Tore erzielte. Ihr Debüt in der Eredivisie gab sie zum Saisonstart am 7. September 2018 bei der 0:2-Niederlage im Auswärtsspiel gegen die Frauenfußballabteilung von Excelsior Rotterdam von Beginn an und ihr erstes Tor gelang ihr am 11. Dezember 2018 (14. Spieltag) beim 6:0-Sieg im Heimspiel gegen Achilles ’29 mit dem Treffer zum Endstand in der 74. Minute.
Nach der Saison kehrte sie in ihre Heimat zurück, um ihr Studium an der Texas A&M University, 150 Kilometer nördlich von Houston gelegen, fortzuführen. Für das Sport-Team, die Aggies, bestritt sie in den Spielzeiten 2019 und 2020 38 Meisterschaftsspiele in der Western Division der Southeastern Conference, in denen sie acht Tore erzielte.
Danach eröffnete sich ihr ein zweites Mal die Möglichkeit in Europa Fußball zu spielen. Auf Island kam sie vom 27. Mai 2021 bis zum 13. September 2023 für den amtierenden Meister Breiðablik Kópavogur in der Besta deild kvenna, der höchsten Spielklasse, in 51 Punktspielen zum Einsatz, in denen sie neun Tore erzielte.
In der Saison 2023/24 spielte sie ein zweites Mal in den Niederlanden Vereinsfußball. Mit dem FC Twente Enschede gewann sie am Saisonende mit der errungenen Meisterschaft ihren ersten Titel. Zur Saison 2024/25 wurde sie vom deutschen Bundesligisten 1. FC Köln verpflichtet, wie am 30. Mai 2024 auf der Website des Vereins bekannt wurde.

## Erfolge
- Niederländischer Meister 2024